# Nihonshoki

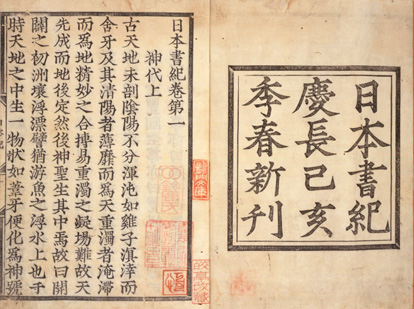
Nihonshoki: Ausgabe aus der Azuchi-Momoyama-Zeit (1599)

Das Nihonshoki (japanisch 日本書紀, dt. „Chronik Japans in einzelnen Schriften“), selten auch in Kun-Lesung Yamatobumi, ist nach dem Kojiki das zweitälteste noch existierende Geschichtswerk Japans. Es wurde 720 unter Kaiserin Genshō vollendet und bildet die erste der sechs offiziellen Reichsgeschichten (Rikkokushi). Das Buch ist in klassischem Chinesisch geschrieben und in 30 Faszikel (+ 1 Band Genealogien, heute verloren) unterteilt. Es umfasst eine Kosmogonie (Weltentstehungssage) und eine Genealogie der antiken japanischen Kaiser (Tennō), die bis zum Leben der Kaiserin Jitō (645–703) reicht. Es enthält auch Auszüge aus dem chinesischen  Wei Zhi und den koreanischen Paekche ki, Paekche pon'gi, und Paekche sinch'an. Das Werk ist auch als Nihongi (日本紀, dt. „Chronik Japans“) bekannt, wird heute aber meist als Nihonshoki bezeichnet.

## Entstehung
Der Autor des Nihonshoki war dem Vorwort des Werks zufolge Prinz Toneri-shinnō (舎人親王, 676–735), der heute im Allgemeinen als Herausgeber angesehen wird. Er war der Sohn Kaiser Temmus, der das Projekt der Abfassung einer nationalen Chronik im chinesischen Stil ins Leben rief. Da die Zusammenstellung bereits unter der Vorherrschaft der Fujiwara erfolgte, trägt das Werk teilweise tendenziösen Charakter. Außerdem waren zweifellos auch zahlreiche andere Autoren, möglicherweise sogar chinesische und koreanische, sowie buddhistische Mönche an der Abfassung beteiligt, was sich aus den unterschiedlichen Stilen und dem überhaupt sehr fragmentarischen Charakter des Werkes ablesen lässt.
Das Nihonshoki beruht auf verschiedenen Quellen. Es wurde nach dem Vorbild chinesischer Geschichtswerke angelegt und zitiert zahlreiche „Schriften“ (書 sho), deren genaue Quelle aber nicht genannt wird. Angeblich stützt es sich auf ältere Geschichtsbücher wie Tennōki und Kokuki, die 620 verfasst wurden, aber nicht mehr erhalten sind. Beide sollen beim Isshi-Zwischenfall (乙巳の変, Isshi no hen) – mit dem die Vorherrschaft des Soga-Klans bei Hofe gebrochen wurde – im Jahr 645 verbrannt worden sein. Seit der Kamakura-Zeit wurde das Werk als heiliger Text des Shintō betrachtet.

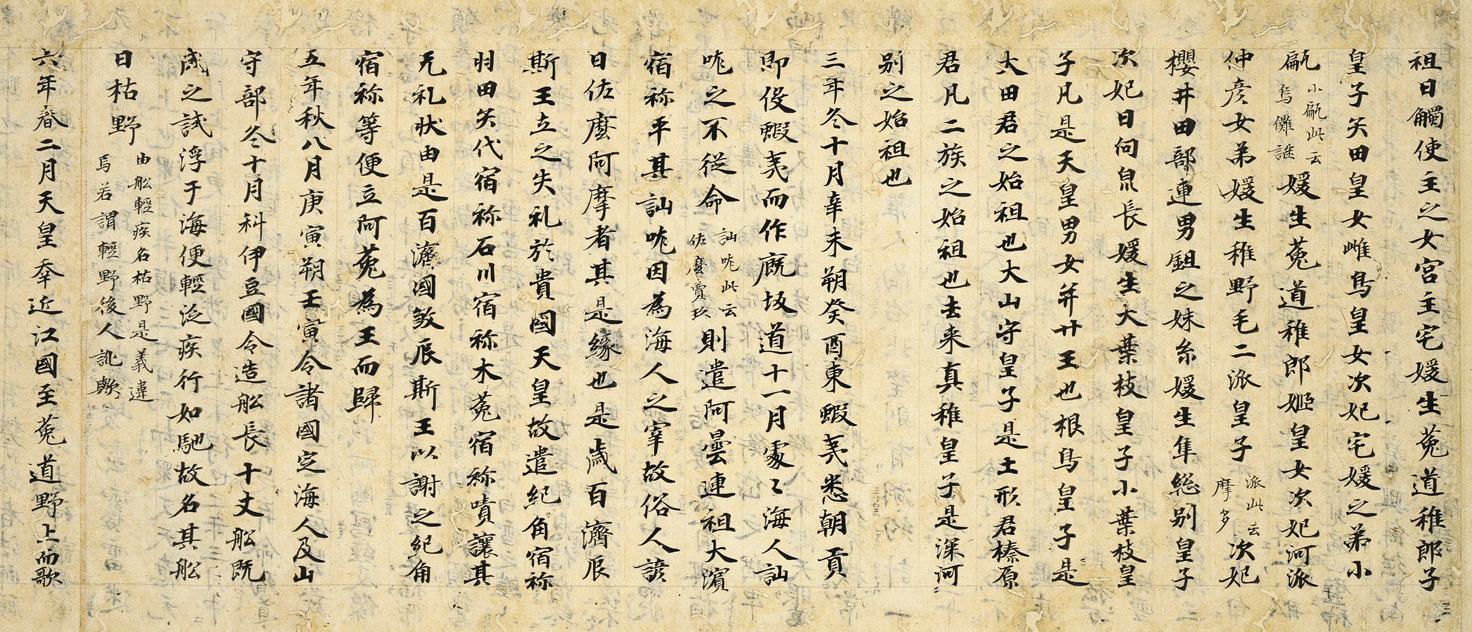
Ausgabe aus der Heian-Zeit (794–1185)

Trotz der im Vergleich zum Kojiki viel stärker sachlichen, historiografischen Anlage des Werks, die der chinesischen Geschichtstradition entspricht, beinhaltet auch das Nihonshoki sehr viel religiöses und mythologisches Material und besitzt daher sowohl für die allgemeine Frühgeschichte als auch für die Religionsgeschichte Japans einen unschätzbaren Wert, sollte jedoch nur bedingt als objektive historische Quelle verwendet werden.

## Faszikel
1. (Mythologie) Kami no Yo no Kami no maki.
2. (Mythologie) Kami no Yo no Shimo no maki.
3. (Kaiser Jimmu) Kamuyamato Iwarebiko no Sumeramikoto.
4. (Kaiser Suizei) Kamu Nunakawamimi no Sumeramikoto.
(Kaiser Annei) Shikitsuhiko Tamatemi no Sumeramikoto.
(Kaiser Itoku) Ōyamato Hikosukitomo no Sumeramikoto.
(Kaiser Kōshō) Mimatsuhiko Sukitomo no Sumeramikoto.
(Kaiser Koan) Yamato Tarashihiko Kuni Oshihito no Sumeramikoto.
(Kaiser Kōrei) Ōyamato Nekohiko Futoni no Sumeramikoto.
(Kaiser Kōgen) Ōyamato Nekohiko Kunikuru no Sumeramikoto.
(Kaiser Kaika) Wakayamato Nekohiko Ōbibi no Sumeramikoto.
5. (Kaiser Sujin) Mimaki Iribiko Iniye no Sumeramikoto.
6. (Kaiser Suinin) Ikume Iribiko Isachi no Sumeramikoto.
7. (Kaiser Keikō) Ōtarashihiko Oshirowake no Sumeramikoto.
(Kaiser Seimu) Waka Tarashihiko no Sumeramikoto.
8. (Kaiser Chūai) Tarashi Nakatsuhiko no Sumeramikoto.
9. (Kaiserin Jingū) Okinaga Tarashihime no Mikoto.
10. (Kaiser Ōjin) Homuda no Sumeramikoto.
11. (Kaiser Nintoku) Ōsasagi no Sumeramikoto.
12. (Kaiser Richū) Izahowake no Sumeramikoto.
(Kaiser Hanzei) Mitsuhawake no Sumeramikoto.
13. (Kaiser Ingyō) Oasazuma Wakugo no Sukune no Sumeramikoto.
(Kaiser Ankō) Anaho no Sumeramikoto.
14. (Kaiser Yūryaku) Ōhatsuse no Waka Takeru no Sumeramikoto.
15. (Kaiser Seinei) Shiraka no Take Hirokuni Oshi Waka Yamato Neko no Sumeramikoto.
(Kaiser Kenzō) Woke no Sumeramikoto.
(Kaiser Ninken) Oke no Sumeramikoto.
16. (Kaiser Buretsu) Ohatsuse no Waka Sasagi no Sumeramikoto.
17. (Kaiser Keitai) Ōdo no Sumeramikoto.
18. (Kaiser Ankan) Hirokuni Oshi Take Kanahi no Sumeramikoto.
(Kaiser Senka) Take Ohirokuni Oshi Tate no Sumeramikoto.
19. (Kaiser Kimmei) Amekuni Oshiharaki Hironiwa no Sumeramikoto.
20. (Kaiser Bidatsu) Nunakakura no Futo Tamashiki no Sumeramikoto.
21. (Kaiser Yōmei) Tachibana no Toyohi no Sumeramikoto.
(Kaiser Sushun) Hatsusebe no Sumeramikoto.
22. (Kaiserin Suiko) Toyomike Kashikiya Hime no Sumeramikoto.
23. (Kaiser Jomei) Okinaga Tarashi Hihironuka no Sumeramikoto.
24. (Kaiserin Kōgyoku) Ame Toyotakara Ikashi Hitarashi no Hime no Sumeramikoto.
25. (Kaiser Kōtoku) Ame Yorozu Toyohi no Sumeramikoto.
26. (Kaiserin Saimei) Ame Toyotakara Ikashi Hitarashi no Hime no Sumeramikoto.
27. (Kaiser Tenji) Ame Mikoto Hirakasuwake no Sumeramikoto.
28. (Kaiser Temmu) Ama no Nunakahara Oki no Mahito no Sumeramikoto, Kami no maki.
29. (Kaiser Temmu) Ama no Nunakahara Oki no Mahito no Sumeramikoto, Shimo no maki.
30. (Kaiserin Jitō) Takamanohara Hirono Hime no Sumeramikoto.

## Übersetzungen
Die erste Übersetzung des Nihonshoki ins Englische wurde bereits 1896 von W. G. Aston herausgebracht und gilt noch heute als Standardübersetzung (Nihongi, Chronicles of Japan from the Earliest Times to A.D. 697), in Auszügen wurde das Werk aber auch von Karl Florenz ins Deutsche übertragen (Japanische Annalen und Japanische Mythologie, 1892–1903).